# Radio Alex
Radio Alex – dwa zakopiańskie programy radiowe, nadające program naziemny: program opisany w Koncesji, jako "Alex" na częstotliwości 105,2 MHz oraz Radio Alex w internetowym wydaniu ze strony radioalex.pl . Radio Alex nadaje naziemny program nieprzerwanie od 10 marca 1990 roku a w internecie radioalex.pl od 17 lutego 2000. W kwietniu 2022 stacja Alex 105,2 MHz zmieniła swój profil, rezygnując m.in. z dotychczasowej formy serwisów informacyjnych, programów religijnych i transmisji nabożeństw. Zmieniono też gatunki granej na jej antenie muzyki, wśród której dominują utwory oldies. W nieco mniejszym stopniu odtwarzana jest tam współczesna muzyka pop. W rozgłośni pojawiają się też utwory disco polo i w formie szczątkowej szeroko rozumiana muzyka góralska. Odwołany ze stanowiska Prezesa Zarządu Spółki Alex Media 16 grudnia 2021 roku ( decyzją Nadzwyczajnego Zgromadzenia Wspólników ) , kontynuuje prowadzenie rozgłośni internetowej Radio Alex ze strony radioalex.pl, zachowując w pełni format dostępny w eterze na 105,2 MHz do 31 marca 2022. Zgłosił sprzeciw 19 kwietnia 2022 roku wobec próby rejestracji znaku towarowego Radio Alex przez Spółkę Alex Media ( źródło Urząd Patentowy RP ). Postępowanie przed UPRP w tej sprawie trwa.

## Historia[5][3][4][6]
Radio Alex zostało założone przez Piotra Sambora. Pierwsza audycja stacji została nadana w nocy z 9 na 10 marca 1990 roku na zakopiańskiej częstotliwości Programu 4 Polskiego Radia 73,86 MHz, dzięki zgodzie Prezesa Radiokomitetu Andrzeja Drawicza i Redaktora Naczelnego Radia Kraków. Z czasem emisja stacji została wydłużona do 5 godzin w 3 blokach programowych. 
30 stycznia 1991 roku w związku z cofnięciem przez Bronisława Wildsteina, ówczesnego prezesa Radia Kraków, zgody na emitowanie programu Radia Alex na częstotliwości Programu 4, Ministerstwo Łączności na prośbę Piotra Sambora wydało rozgłośni pozwolenie czasowe na używanie częstotliwości 72,26 MHz od 1 do 3 lutego w związku z planowaną wizytą prezydenta Polski Lecha Wałęsy w Zakopanem. 
W 1994 roku Piotr Sambor otrzymał w pierwszym procesie przed KRRiT Koncesję Nr 063/94-R na rozpowszechnianie programu radiofonicznego pod nazwą "Radio Alex" przeznaczonego do powszechnego odbioru  na trzech częstotliwościach: 
- 72,26 MHz z masztu nadawczego na Gubałówce;
- 72,25 MHz w Nowym Targu;
- 105,2 MHz z obiektu nadawczego na Kasprowym Wierchu.

Od 2001 roku, po udanym uzyskaniu nowej koncesji, rozgłośnia była zarządzana przez spółkę „Alex Media" powołaną przez Piotra Sambora w 2000 roku (od początku redaktora naczelnego stacji i prezesa wspomnianej spółki) i Radio 90 (dziś części spółki Multimedia powiązanej z Grupą RMF), jako mniejszościowego udziałowca ( Piotr Sambor 36 udziałów Radio 90 4 udziały ). Spółka Radio 90, w niedługim czasie weszła w spory sądowe z Piotrem Samborem oraz Spółką Alex Media, gdyż Radio 90 miało inne plany odnośnie Radia Alex niż jego większościowy udziałowiec. 
W 2005 roku udziały udziały Aleksandry i Piotra Samborów nabyła spółka Polamer Krystyny Rowińskiej. Piotr Sambor zachował funkcje Prezesa Zarządu i Redaktora Naczelnego Radia Alex, a do 16 grudnia 2021 roku zachowano tzw. status quo. 
W grudniu 2021 roku sytuacja uległa zmianie, gdyż Piotr Sambor został odwołany ze stanowiska Prezesa Zarządu Spółki Alex Media 16 grudnia 2021 roku przez Nadzwyczajne Zgromadzenie Wspólników. W lutym 2022 roku ówczesny większościowy udziałowiec Spółki Alex Media, spółka Polamer Władysława Kotaby zmieniła lokalizację siedziby spółki Alex Media (z ulicy Smrekowej 26A na Bulwary Słowackiego 15B w Zakopanem a później siedzibę Redakcji na Krupówki 12 w Dworcu Tatrzańskim. 15 lutego 2022 roku Spółka Alex Media zgłosiła do Urzędu Patentowego zastrzeżenie znaku towarowego „Radio Alex". 
Piotr Sambor wniósł sprzeciw do wniosku Spółki. Sprawa w toku. 
Dnia 23 marca tego samego roku Redaktor Naczelny Radio Alex (a wcześniej też jej Prezes Spółki Alex Media ) Piotr Sambor zgłosił w Urzędzie Patentowym zastrzeżenie do używania nazwy „Radio Alex.pl" w obrębie przestrzeni internetowej. Zgłoszenia dokonał w ramach istniejącej od kwietnia 1990 roku Firmy Reklamowej Radio Alex" z siedzibą w Zakopanem. 
W Zakopanem nadają dwie stacje o tej samej nazwie, z czego: Spółka Alex Media nadaje program opisany w Koncesji jako "Alex" na 105,2 MHz oraz w internecie natomiast Piotr Sambor realizuje swój program Radia Alex z formułą do 2022 roku ze strony www.radioalex.pl . Spółka Alex Media zmieniła formułę poprzez rezygnacje z audycji religijnych, zatrudnienie nowych prezenterów i rozszerzenie bazy muzycznej poprzez ograniczenie grania utworów folkowych. W przypadku samego Radia Alex 105,2 FM nadzór nad zawartością muzyczno-programową przejęło Radio 90 (powiązane z Grupą RMF FM), czyli dotychczasowy, mniejszościowy udziałowiec rozgłośni. Działająca równolegle w Internecie druga stacja czyli Radio Alex.pl, to nazwa istniejącej do kwietnia 2022 roku formuły stacji opartej na audycjach lokalnych (w tym wiadomościach, wywiadach) i religijnych (wypełnionych treściami modlitewnymi oraz publicystyką ), a także muzyce góralskiej. Radio Alex.pl emituje swój program przede wszystkim na agregatach rozgłośni internetowych oraz na dotychczasowej stronie radioalex.pl niezależnie od wersji stacji Alex Spółki Alex Media, która również emituje przekaz internetowy.

## Oferta programowa

### Do 31 marca 2022[8]
W pierwotnej formule Radia Alex na antenie tej stacji przez całą dobę można było usłyszeć zarówno wiadomości i prognozę pogody (opatrzone „góralskimi' jinglami), wywiady, relacje dotyczące lokalnych wydarzeń (kulturalnych, sportowych. religijnych i innych) a także wiele audycji o charakterze religijnym min. Godzinki do NMP, fragmenty czytań z Pisma Świętego na dany dzień, w południe Anioł Pański, o godzinie 15:00 Koronka do Miłosierdzia Bożego, dwa razy dziennie nadawane były wiadomości Radia Watykańskiego, o 21:00 Apel Maryjny, o 21:37 w godzinę śmierci Św. Jana Pawła II, Modlitwa Różańcowa w intencji Ochrony Życia. 
Radio Alex nadawało również program przeznaczony dla turystów, pt. Przewodnik Górski, w którym omawiane są warunki pogodowe w rejonie Tatr, Gorców, Pienin, Beskidu Makowskiego i Beskidu Żywieckiego.
Na antenie nie brakowało wywiadów i relacji dotyczących lokalnych wydarzeń (kulturalnych, sportowych. religijnych i innych). 
Dotychczasowa formuła Radia Alex nadal obowiązuje w Internecie ze strony www.radioalex.pl : 24 godziny na dobę przez 7 dni w tygodniu z serwisami informacyjnymi co godzinę.

### Od 1 kwietnia 2022[5][9][10]
W  kwietniu 2022 roku doszło do zmiany ramówki i profilu muzycznego stacji 105,2 FM. Nieprzerwanie dalej emituje ona swój program 24 godziny na dobę, 7 dni w tygodniu. W warstwie muzycznej (obok muzyki folkowej zaczęto grać utwory z gatunków pop, dance i disco polo z różnych dekad). Od tej pory w logotypie oraz zapowiedziach na antenie stacji używana jest nazwa radia z dodatkiem częstotliwości, na której nadaje, czyli 105,2 FM. Wtedy też obok lokalnych prezenterów (przedstawiających wyłącznie wiadomości oraz emitowaną po nich prognozę pogody) zaczęli pojawiać się prowadzący pasm, będący wcześniej prezenterami z Grupy RMF mającej w stacji udziały za pośrednictwem Radia 90, należącego do spółki Multimedia będącej również nadawcą RMF Maxx, Radia Gra a także do stycznia 2022 roku krakowskiej Radiofonii. 
Radio Alex nadaje swój program z udziałem prezenterów od poniedziałku do piątku od godziny 5:30 do 22:00, w soboty od godziny 7:00 do 20:00, a w niedziele od godziny 8:00 do 18:00. Resztę czasu antenowego wypełnia muzyka i serwisy informacyjne. 
Rozgłośnia posiada stałą ramówkę w ciągu tygodnia, na którą składa się kilka pasm: 
od poniedziałku do piątku:
- od godz. 5:30 do godz. 9:00: Rano, a dobrze, prowadzą Oliwia Ciszewska i Piotr Olszowski;
- od godz. 9:00 do godz. 13:00: Muzyka wybrana dla Ciebie, prowadzi Mariusz Pucyło;
- od godz. 13:00 do godz. 18:00: Popołudnie w Radiu Alex, prowadzi Natalia Kawałek;
- od godz. 18:00 do godz. 22:00: Po godzinach, prowadzi Mariusz Ryszka

sobota:
- od godz. 7:00 do godz. 12:00: Sobotnie śpasy, pasmo prowadzi Sylwia Pawłowska; w czasie jego trwania między muzyką i serwisami informacyjnymi, prezenterka omawia wydarzenia kulturalne, które odbyły się w minionym tygodniu na Podhalu, a także zaprasza na te, które mają się odbyć w tym rejonie w najbliższym czasie (spektakle, wystawy, seanse kinowe, imprezy okolicznościowe itp.);
- od godz. 12:00 do 17:00: Muzyka wybrana dla Ciebie, prowadzi Mariusz Pucyło;
- od godz. 17:00 do 20:00: Taneczne radio, muzyczne miksy prezentuje DJ Martinez

niedziela:
- Podsumowanie wydarzeń tygodnia z Zakopanego i okolic - pasmo emitowane między godz. 6:00 a 8:00. Podczas jego trwania przypominanie są materiały przygotowywane w ciągu tygodnia dla lokalnych serwisów informacyjnych, uzupełnione komentarzami i zapowiedziami dziennikarzy rozgłośni;

- Niedzielne posiady[13] - pasmo nadawane od godz. 8:00 do godz. 13:00. Jego gospodarzem jest Maciej Pałachicki, zakopiański korespondent RMF FM. Dziennikarz wraz z zaproszonymi gośćmi przybliża tradycje oraz kulturę Podhala i okolic. Niektóre materiały i rozmowy dla tego pasma przygotowuje też Beata Denis-Jastrzębska[14]. Co tydzień do grona stałych rozmówców Pałachickiego należą: - Wojciech Szatkowski, pracownik Muzeum Tatrzańskiego im. dr. Tytusa Chałubińskiego w Zakopanem - przybliża wydarzenia z historii Zakopanego, oraz opowiada o nowościach wystawienniczych w muzeum i imprezach organizowanych przez tę placówkę; - Krzysztof Trebunia-Tutka, lider kapeli ludowej Trebunie-Tutki - opowiada głównie o góralskiej muzyce i folklorze; - Władysław Biały - członek kabaretu Śleboda z Gliczarowa Dolnego i dziennikarz Radia Alex - omawia najważniejsze jego zdaniem wydarzenia kulturalne, społeczne i polityczne mijającego tygodnia, głównie z rejonu Podhala, ale także i te o charakterze ogólnopolskim; - Agnieszka Epler - blogerka kulinarna, znana szerzej jako Lady Kitchen - przedstawia różnorodne przepisy kulinarne (często autorskie), przekazując przy tym swoją pasję do gotowania;
- od godz. 13:00 do 18:00: NIedzielne popołudnie w Radiu Alex - pasmo z dużą ilością muzyki przeplatane komentarzami prezenterów rozgłośni oraz serwisami informacyjnymi o pełnych godzinach.

W dalszym ciągu ma antenie rozgłośni co godzinę pojawia się prognoza pogody i wiadomości lokalne, zawierające informacje z Zakopanego i okolic. Tu jednak po latach zmieniono ich oprawę muzyczną, a także 1 września 2022 wprowadzono dodatkowo o wybranych godzinach serwisy ogólnopolskie i wiadomości sportowe, które są tworzone przez dziennikarzy RMF FM. Od sierpnia 2023 nadawane są tam też od poniedziałku do piątku o godzinie 12:00 wiadomości lokalne i prognoza pogody, prowadzone w gwarze góralskiej przez Władysława Białego.

## Zasięg
Radio Alex korzysta z nadajnika o mocy 3,2 kW umieszczonego w RTON Gubałówka. Drogą radiową rozgłośnia nadaje na częstotliwości 105,2 FM. Stację można odbierać na terenie powiatów Tatrzańskiego i Nowotarskiego, a także w wielu innych miejscach w województwie małopolskim i na granicy województw ościennych.